# Zenit St. Petersburg
Der Futbolny klub „Senit“ (russisch Футбольный клуб «Зенит», IPA: fʊdˈbolʲnɨj ˈklub zʲɪˈnʲit; englische Transkription Futbolny klub „Zenit“), im deutschen Sprachraum allgemein bekannt als Zenit St. Petersburg, ist ein russischer Fußballverein aus Sankt Petersburg, der in der Premjer-Liga spielt und in den Spielzeiten 2007, 2010, 2012, 2015 und 2019 bis 2024 russischer Meister und davor 1984 Meister der Sowjetunion wurde. 2008 gewann die Mannschaft den UEFA-Pokal und damit den ersten internationalen Titel ihrer Vereinsgeschichte. Das Heimstadion ist die Gazprom-Arena.
Der Verein wurde 1925 unter dem Namen Stalinez (dt. „Staliner“, nach Josef Stalin benannt) gegründet. 1940 wurde der Verein in Zenit Leningrad umbenannt, mit der Rückbenennung Leningrads in Sankt Petersburg erhielt er seinen jetzigen Namen. 1938 spielte Zenit erstmals in der höchsten sowjetischen Liga.

## Geschichte

### Sowjetunion
Im Mai 1925 wurde im Leningrader Stalin-Metallwerk (Ленинградский металлический завод имени И. В. Сталина) eine Fußballmannschaft gegründet, von der sich die Geschichte des Vereins ableitet.
In den ersten Jahren ihres Bestehens nahm die Mannschaft nur an den Bezirksligen teil. Nachdem sich die Mannschaft des Metallwerkes verstärkt hatte (nach Stärkung und Stabilisierung der Mannschaft), nahm sie unter dem Namen LMS (Leningrader Metallwerk) zum ersten Mal an der Stadtmeisterschaft teil. Kurz vor der Austragung der Klubmeisterschaften der UdSSR 1936 bekam der Sportklub den Namen Stalinez Leningrad (Сталинец Ленинград).
Während der ersten drei Spielzeiten der UdSSR-Meisterschaft spielte Stalinez lediglich in der Gruppe B (2. Liga). 1938 jedoch stieg das Team aus Leningrad in die Gruppe A (1. Liga des sowjetischen Fußballs) auf. Im Jahr darauf spielte Stalinez im UdSSR-Pokalfinale gegen Spartak Moskau – eine Mannschaft, die damals in der Sowjetunion als unbesiegbar galt – und verlor mit 1:3. Wiederum ein Jahr später wurde der Verein in Zenit Leningrad umbenannt.
Im Jahre 1944, noch während des Zweiten Weltkrieges also, gewannen die Leningrader zum ersten Mal den UdSSR-Pokal. Damit wurde Zenit der erste nicht aus Moskau stammende Verein, der diesen Pokal gewann (im Finale 2:1 gegen ZDKA, heute ZSKA Moskau). Der Sieg hatte eine große Bedeutung für die ganze Stadt, zumal sie erst wenige Monate zuvor durch die Rote Armee von der Blockade der Wehrmacht befreit worden war.
Größere Erfolge errang der Verein dann erst wieder ab dem Ende der 1970er-Jahre. Ab 1978 hatte Zenit mit Juri Morosow einen Trainer, der einen neuen Angriffsstil aufbaute und auch junge Leningrader Spieler in die Mannschaft integrierte. 1980 belegte Zenit den 3. Platz der UdSSR-Oberliga und qualifizierte sich erstmals für den UEFA-Pokal. In der Saison 1981/82 musste Zenit im UEFA-Pokal gegen Dynamo Dresden antreten, verlor daheim mit 1:2, in Dresden mit 1:4 und schied aus. Im Jahr 1983 kam mit Pawel Sadyrin ein neuer Trainer, der Verein belegte den 4. Platz in der Oberliga und erreichte das Pokalhalbfinale. Im Folgejahr wurde Zenit zum ersten und einzigen Mal sowjetischer Meister.

### Russland

#### 1992–2000
Die Mannschaft aus St. Petersburg war nach dem Zusammenbruch der Sowjetunion einer der Gründungsmitglieder der neugeschaffenen russischen Obersten Liga. Nach der enttäuschend verlaufenen Saison 1992 belegte das Team in der Abstiegsrunde den 16. Tabellenplatz und musste in die zweitklassige 1. Division absteigen. Drei Spielzeiten benötigte der Verein, um sich wieder in der ersten Klasse zu etablieren. Von 1996 bis 2000 wurden Plätze im Tabellenmittelfeld belegt.

#### 2001–2010
In der Saison 2001 konnte erstmals der dritte Rang mit Juri Morosow als Cheftrainer erspielt werden. Wegen einer Erkrankung gab er 2002 sein Amt auf; die von ihm aufgebaute junge Mannschaft wurde in der Saison 2003 unter seinem Nachfolger Vlastimil Petržela erstmals russischer Vizemeister, nach dem enttäuschenden zehnten Platz aus dem Jahr 2002. Im UEFA-Pokal 2002/03 wurde in der Qualifikationsrunde der FC Encamp aus Andorra besiegt. In der 1. Runde erwies sich allerdings der Grasshopper Club Zürich als zu stark für Zenit. Unter Petržela wurde die Mannschaft in der Saison 2004 Vierter, 2005 Sechster. 2005 schied Zenit nach der Gruppenphase aus dem UEFA-Pokal aus. Nachdem in den Qualifikationsrunden der ASKÖ Pasching und der FK Roter Stern Belgrad bezwungen worden waren, erreichte Zenit 2006 das Viertelfinale des UEFA-Pokals. Im Sechzehntelfinale traf die Mannschaft auf Rosenborg Trondheim. Das Hinspiel in Trondheim wurde mit 2:0 gewonnen. Im Rückspiel vor eigenem Publikum besiegte Zenit die Norweger mit 2:1. Im Achtelfinale traf Zenit auf Olympique Marseille. Nach einem 1:0-Hinspielerfolg in Marseille gab es vor eigenem Publikum ein 1:1-Unentschieden. Im Viertelfinale schied Zenit gegen den späteren Pokalsieger FC Sevilla aus. Am 3. Mai 2006 wurde Vlastimil Petržela entlassen, nachdem er sich mit den neuen Besitzern überworfen und auch einige Spieler gegen sich hatte.
Im Juli 2006 unterschrieb der Niederländer Dick Advocaat bei Zenit St. Petersburg. Die Saison 2006 schloss das Team auf dem vierten Platz ab. In der Saison 2007 wurde Zenit erstmals russischer Meister. In diesem Jahr hat sich der Verein spielerisch enorm verstärkt und vom Hauptsponsor dem weltweit größten Erdgasförderunternehmen Gazprom, der den Verein im Dezember 2005 übernommen hatte, mit großzügigen Geldzuwendungen konsequent aufgebaut. Bei der Teilnahme am UEFA-Pokal 2007/08 traf der Club in der Gruppenphase auf den 1. FC Nürnberg (2:2) und besiegte Bayer Leverkusen im Viertelfinale mit einem 4:1 im Hinspiel und einer 0:1-Niederlage im Rückspiel. Im Halbfinale gewann die Mannschaft gegen den Favoriten Bayern München, wo die Mannschaft im Hinspiel ein 1:1 erzielte und im darauf folgenden Rückspiel den deutschen Rekordmeister mit 4:0 bezwang. Das Finale gegen die Glasgow Rangers gewann Zenit mit 2:0 und errang damit den ersten internationalen Titel der Vereinsgeschichte.
Im August 2008 gewann Zenit zum ersten Mal den UEFA Super Cup in Monaco gegen Manchester United mit 2:1. Die Spielzeit 2008 beendete das Team auf dem fünften Rang. In der Gruppenphase der UEFA Champions League 2008/09 belegte die Mannschaft in der Gruppe H hinter Juventus Turin und Real Madrid und vor dem belarussischen Überraschungsteam BATE Baryssau den dritten Platz und spielte somit im UEFA-Pokal 2008/09 weiter. Im Sechzehntelfinale wurde der VfB Stuttgart doppelt mit je 2:1 besiegt. Das Achtelfinale gegen Udinese Calcio wurde verloren, nachdem man eine 0:2-Niederlage im Hinspiel nicht wettmachen konnte und im Rückspiel nur 1:0 gewann.
Zenit nahm an der Qualifikation für die UEFA Europa League 2009/10 teil, wo sie allerdings gegen den portugiesischen Vertreter Nacional Funchal nach 3:4 und 1:1 in der Play-off-Runde ausschieden. Im August 2009 gab der Verein bekannt, sich mit sofortiger Wirkung vom niederländischen Trainer Dick Advocaat zu trennen. Da sein Vertrag zum Saisonende (Dezember 2009) auslief und er sich öffentlich dazu bekannte, danach Nationaltrainer Belgiens zu werden, verschlechterte sich die Leistung der Mannschaft zunehmend. Auch seine Kritik an Sportchef Igor Kornejew war Ausschlag gebend für seine Entlassung. Er wurde durch den bisherigen Nachwuchstrainer Anatoli Dawydow ersetzt. In der Saison 2009 belegte das Team den dritten Platz. Im Dezember 2009 übernahm der Italiener Luciano Spalletti den Chef-Trainerposten bei Zenit. Bereits im Mai 2010 gewann der italienische Trainer mit seiner neuen Mannschaft den nationalen Pokal und im November außerdem die Meisterschaft.

#### 2011–2018
In der dritten Qualifikationsrunde zur UEFA Champions League 2010/11 wurde zunächst Unirea Urziceni bezwungen, anschließend jedoch die Play-off-Runde gegen den AJ Auxerre verloren. Somit spielte die Mannschaft aus Sankt Petersburg in der Gruppe G der UEFA Europa League 2010/11 weiter, wo alle sechs Partien gegen RSC Anderlecht, AEK Athen und Hajduk Split gewonnen wurden. Im Sechzehntelfinale wurde der BSC Young Boys überwunden. Im Achtelfinale musste sich Zenit dem FC Twente Enschede geschlagen geben.
Durch den Meisterschaftsgewinn 2010 qualifizierte sich der Verein für die Gruppenphase der UEFA Champions League 2011/12. Die Gegner in der Gruppe G waren FC Porto, Schachtar Donezk und APOEL Nikosia. Als Gruppenzweiter hinter dem zypriotischen Überraschungsteam schaffte die Mannschaft erstmals den Sprung ins Achtelfinale und traf dort auf den portugiesischen Verein Benfica Lissabon, den Zenit im Hinspiel mit 3:2 schlug. Das anschließende Rückspiel verlor man jedoch mit 0:2 und schied daher aus.
2012 folgte der dritte Meisterschaftsgewinn, der das Team aus der Metropole an der Newa zur Teilnahme an der Gruppenphase der UEFA Champions League 2012/13 berechtigte. Dort erkämpfte die Mannschaft hinter FC Málaga sowie AC Mailand und vor RSC Anderlecht den dritten Rang und spielte somit in der UEFA Europa League 2012/13 weiter, wo Zenit im Sechzehntelfinale den FC Liverpool besiegte. Anschließend schied Zenit im Achtelfinale gegen den FC Basel aus.
Zur Saison 2012/13 verstärkte sich Zenit mit dem belgischen Nationalspieler Axel Witsel von Benfica Lissabon. Dieser Transfer kostete dem Verein rund 40 Millionen Euro Ablöse. Außerdem wechselte der brasilianische Stürmer und ebenfalls Nationalspieler Hulk für 50 Millionen Euro vom FC Porto nach Sankt Petersburg. Trotz solch namhafter Verpflichtungen konnte der Meistertitel nicht verteidigt werden. Es reichte hinter dem ZSKA Moskau nur zur Vizemeisterschaft, wodurch Zenit in der Play-off-Phase der UEFA Champions League 2013/14 gegen den FC Paços de Ferreira startete und diesen nach zwei Siegen bezwingen konnte. In der Gruppenphase traf das Team aus St. Petersburg auf Atlético Madrid, FC Porto und FK Austria Wien. Nachdem das Team die Gruppenphase als schwächster Zweiter mit sechs Punkten überstand, wurde ihnen für das Achtelfinale der Vorjahresfinalist Borussia Dortmund zugelost. Dort verlor Zenit zuhause 2:4, gewann anschließend auswärts 2:1 und schied somit aus dem weiteren Wettbewerb aus. Am 11. März 2014 wurde Luciano Spalletti wegen Erfolglosigkeit entlassen und interimsweise durch seinen bisherigen Assistenten Sergei Semak ersetzt. Noch im selben Monat wurde der Portugiese André Villas-Boas als sein Nachfolger unter Vertrag genommen.
In der Saison 2014/15 gelang Zenit, nachdem in den Qualifikationsrunden AEL Limassol und Standard Lüttich bezwungen wurden, der Einzug in die Gruppenphase der Champions League. Hinter der AS Monaco sowie Bayer Leverkusen und vor Benfica schied man als Dritter aus, qualifizierte sich aber dadurch für das Sechzehntelfinale der UEFA Europa League 2014/15. Dort schied Zenit im Viertelfinale gegen den FC Sevilla aus, nachdem zuvor der PSV Eindhoven und der FC Turin besiegt worden waren.
Der Verein hat nach einem 1:1-Unentschieden beim FK Ufa zwei Spieltage vor Saisonende 2014/15 die Meisterschaft in der Premjer-Liga unter Dach und Fach gebracht. Es ist insgesamt die vierte für das Team aus dem Nordwesten Russlands, nachdem die heimische Premjer-Liga zwei Spielzeiten lang von ZSKA Moskau dominiert wurde. Somit war die Mannschaft direkt für die Gruppenphase der Champions League qualifiziert. Mit FC Valencia, Olympique Lyon und KAA Gent vervollständigte Zenit die Gruppe H des Wettbewerbs. Bereits nach dem vierten Spieltag schaffte die Mannschaft durch vier hintereinander folgende gewonnene Partien zum dritten Mal in seiner Geschichte den Sprung ins Achtelfinale der Champions League, wo beide Spiele gegen Benfica verloren wurden. In der Premjer-Liga 2015/16 belegte die Mannschaft den dritten Tabellenplatz, wurde Sieger des russischen Pokals und nahm somit an der Gruppenphase der UEFA Europa League 2016/17 teil. Im Mai 2016 übernahm der Rumäne Mircea Lucescu den Cheftrainer-Posten bei Zenit. Der Verein gewann die Gruppe D mit AZ Alkmaar, Maccabi Tel Aviv sowie Dundalk FC, traf im Sechzehntelfinale auf RSC Anderlecht und schied aufgrund der Auswärtstorregel nach 0:2 auswärts und 3:1 auf heimischen Boden aus.
In der Premjer-Liga 2016/17 wurde Zenit Dritter und verpasste somit zum zweiten Mal in Folge die Qualifikationsplätze für die Champions League. Daraufhin wurde Lucescus Vertrag aufgelöst. Als Nachfolger wurde Roberto Mancini im Juni 2017 vorgestellt. Die Mannschaft verzeichnete gleich fünf argentinische Neuzugänge (Emanuel Mammana, Leandro Paredes, Matías Kranevitter, Emiliano Rigoni und Sebastián Driussi) und startete in der dritten Qualifikationsrunde zur UEFA Europa League 2017/18, wobei zuerst Bne Jehuda Tel Aviv und anschließend in den Play-offs der FC Utrecht bezwungen wurden. In der Gruppe L traf Zenit auf Real Sociedad San Sebastián, Rosenborg Trondheim sowie Vardar Skopje und erreichte als Tabellenerster das Sechzehntelfinale, wo Celtic Glasgow besiegt wurde. Im Achtelfinale schied Zenit gegen RB Leipzig aus.

#### Ära Sergei Semak (seit 2018)
Zur Saison 2018/19 wurde Sergei Semak als neuer Trainer von Zenit St. Petersburg präsentiert. Ein erstes Kuriosum in seiner Amtszeit gab es in der 3. Qualifikationsrunde zur UEFA Europa League 2018/19. Nachdem man das Hinspiel gegen FK Dinamo Minsk mit 0:4 verloren hatte, gewann man im Rückspiel selbst mit 4:0 und provozierte so eine Verlängerung. Nachdem Dinamo Minsk den 4:1-Anschlusstreffer erzielte, fielen innerhalb der zweiten Hälfte der Verlängerung gleich vier Tore für Zenit zum 8:1-Endstand. In weiterer Folge setzte man sich in der Playoff-Runde knapp gegen Molde FK durch (3:1 h; 1:2 a) und schloss sich Gruppe C an, wo man auf Slavia Prag, Girondins Bordeaux und FC Kopenhagen traf. Zenit wurde Gruppensieger und traf im Sechzehntelfinale auf Fenerbahçe Istanbul. Die 0:1-Niederlage aus dem Hinspiel konnte man mit einem 3:1-Heimerfolg im Rückspiel egalisieren und erreichte so das Achtelfinale. Dort verlor man aber beide Spiele gegen den FC Villarreal (1:3 a; 1:2 h). Am Ende der Saison gelang es dem Verein, zum fünften Mal russischer Meister zu werden.
Der Meistertitel qualifizierte Zenit für den russischen Supercup (2:3-Niederlage gegen Lokomotiv Moskau) und für die Gruppenphase der UEFA Champions League 2019/20. Dort traf man auf RB Leipzig, Olympique Lyon und Benfica, eine 0:3-Niederlage gegen die Portugiesen besiegelte jedoch den letzten Gruppenplatz trotz einer verhältnismäßig starken Bilanz von sieben Punkten. Im Sommer 2020 konnte Zenit – bedingt durch die COVID-19-Pandemie – innerhalb von nur drei Wochen gleich drei nationale Titel erringen. Auf das zweite Double der Vereinsgeschichte aus Meisterschaft und Pokal folgte die Rache im Supercup mit einem 2:1 gegen Lokomotiv Moskau.
In der Saison 2020/21 spielte Zenit in der Gruppenphase der Champions League gegen Borussia Dortmund, Lazio Rom und den FC Brügge, holte dabei aber nur einen Punkt. Der Verein konnte den Pokalsieg nicht verteidigen, da man im Achtelfinale überraschend mit 1:2 gegen Arsenal Tula verlor. Dafür wurde man aber zum dritten Mal in Folge russischer Meister und qualifizierte sich so für die UEFA Champions League 2021/22. Weiters wurde mit einem 3:0 gegen Lokomotiv Moskau der Supercup verteidigt. In der Champions League wurde Zenit zusammen mit Juventus Turin, dem FC Chelsea und Malmö FF der Gruppe H zugelost. Als Drittplatzierter hinter den Schweden spielte man in der K.O.-Runde der Europa League weiter, schied aber im Sechzehntelfinale gegen Real Betis (2:3 h; 0:0 a) aus. Gegen den Zweitligisten Alanija Wladikawkas verlor man überraschend das Pokal-Viertelfinale nach einem 2:2 im Elfmeterschießen. Der Meistertitel und der Supercup (4:0 gegen Spartak Moskau) wurden aber verteidigt.
Aufgrund des Russisch-Ukrainischen Krieges wurden ab der Saison 2022/23 alle russischen Vereine aus allen internationalen Wettbewerben ausgeschlossen. Bis 2024 gelangen Zenit St. Petersburg noch zwei weitere Meistertitel, der Sieg im Supercup 2023 und der Sieg im russischen Pokal 2024. Der Meistertitel von 2024 ist insofern bedeutend, weil es nicht nur der zehnte insgesamt, sondern auch der sechste in Folge ist. Bisher holte nur Spartak Moskau sechs russische Meistertitel in Folge (1996–2001). In der Saison 2024/25 beendete der FK Krasnodar die St. Petersburger Meisterserie, Zenit wurde nur Vizemeister.

## Stadion

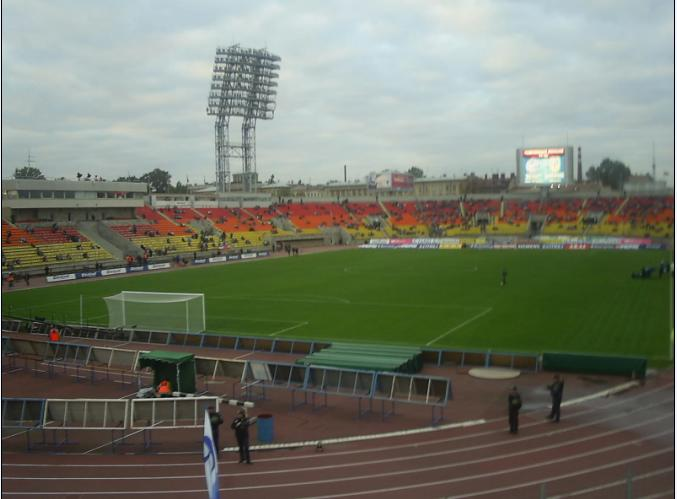
Das Petrowski-Stadion

Von 1950 bis 1992 diente das mittlerweile abgerissene Kirow-Stadion, das insgesamt 72.000 Zuschauern Platz bot, als Heimspielstätte für Zenit St. Petersburg. Im Jahre 1993 zog die Mannschaft in das 1925 erbaute und 21.570 Zuschauer fassende Petrowski-Stadion auf der gleichnamigen kleinen Insel in der Kleinen Newa (russisch Малая Нева) um, das bis April 2017 vom Verein für die Heimpartien genutzt wurde.

### Stadionneubau
Die Hoffnungen für die baldige Umsetzung der Planungen des Clubs für ein neues und für die Champions League geeignetes Stadion auf dem Gelände des ehemaligen Kirow-Stadions auf der Krestowski-Insel (auch Kreuzinsel genannt) beruhten in erster Linie auf den prominenten Unterstützern und der Finanzkraft der Sponsoren.
Ende 2004 genehmigte der Stadtrat von Sankt Petersburg einen Stadionneubau. Im August 2006 entschied sich eine Jury für den Entwurf des japanischen Architekten Kisho Kirokawa. Der Entwurf Kirokawas für die Gazprom-Arena sah ein reines Fußballstadion für 62.167 Zuschauer vor, das über ein verschließbares Dach sowie über einen ausfahrbaren Rasen verfügen wird, ähnlich der Veltins-Arena in Gelsenkirchen. Der Baubeginn war im April 2007, die für 2010 geplante Fertigstellung wurde aufgrund von Schwierigkeiten mit dem Baugrund und explodierenden Baukosten in Höhe von nunmehr insgesamt rund 930 Mio. Euro mehrmals nach hinten verschoben. Die Einweihung sollte im Jahr 2017 rechtzeitig zur Fußball-Weltmeisterschaft 2018 stattfinden. Darüber hinaus werden in der Gazprom-Arena drei Vorrunden Spiele und ein Viertelfinale der Fußball-Europameisterschaft 2021 ausgetragen. Auf der Homepage des Clubs konnte der Baufortschritt mit zwei Webcams verfolgt werden.
Am 22. April 2017 wurde die neue Arena mit der Eröffnungspartie von Zenit gegen Ural Oblast Swerdlowsk eingeweiht. Die Heimmannschaft siegte mit 2:0. Der erste offizielle Torschütze im Stadion war der serbische Verteidiger Branislav Ivanović in der 86. Minute.

## Erfolge

### Internationale Titel

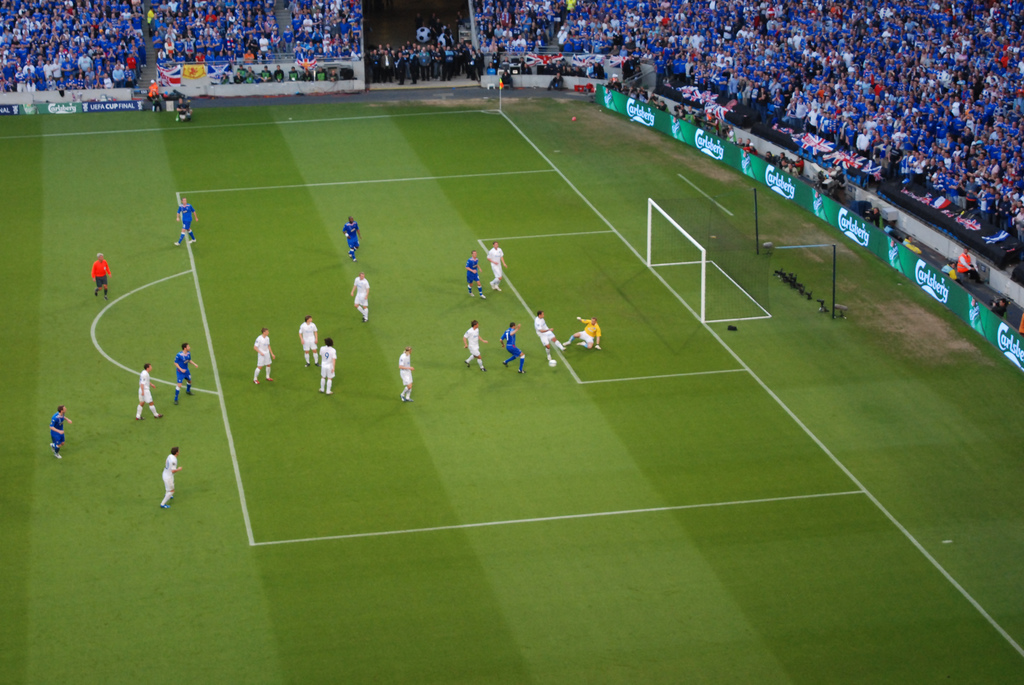
Zenit St. Petersburg im Finale des UEFA-Pokals, 14. Mai 2008.

- UEFA-Pokal-Sieger: 2007/08
- UEFA-Super-Cup-Sieger: 2008

### Nationale Titel
Während der Zeit der Sowjetunion konnte der Verein zweifachen Erfolg aufweisen. Zum einen wurde er Pokalsieger im Kriegsjahr 1944 und zum anderen gewann „Zenit Leningrad“ die Meisterschaft im Jahre 1984 unter Pawel Sadyrin. Danach folgten die Pokalsiege 1999, 2010, 2016 und 2020, der Ligapokal 2003 und die erfolgreichen Meisterschaften in den Jahren 2007, 2010, 2012, 2015, 2019, 2020, 2021, 2022, 2023 und 2024. In den Jahren 2008, 2011, 2015, 2016, 2020, 2021, 2022 und 2023 gewann die Mannschaft den russischen Supercup. Mit dem 1:0-Sieg im Finale des Russischen Pokals 2020 über den Zweitligisten FK Chimki machte Zenit das zweite Double der Vereinsgeschichte aus Meisterschaft und Pokalsieg nach 2010 perfekt. Das Tor des Tages erzielte Artjom Dsjuba per Foulelfmeter (84. Spielminute). Kurios: Bei der Pokalübergabe und dem ausgelassenen Jubel ist dem Kapitän Branislav Ivanović die Trophäe heruntergefallen und beschädigt worden. Später entschuldigte sich der Club für das Missgeschick via Twitter.
- Russischer Meister (10): 2007, 2010, 2012, 2015, 2019, 2020, 2021, 2022, 2023, 2024
- Russischer Vizemeister (4): 2003, 2013, 2014, 2025
- Sowjetischer Meister (1): 1984
- Sowjetischer Vizemeister : -
- Russischer Pokalsieger (5): 1999, 2010, 2016, 2020, 2024
- Russischer Pokalfinalist (1): 2002
- Sowjetischer Pokalsieger (1): 1944
- Sowjetischer Pokalfinalist (2): 1939, 1984
- Sowjetischer Superpokalsieger (1): 1985
- Russischer Supercupsieger (8): 2008, 2011, 2015, 2016, 2020, 2021, 2022, 2023
- Russischer Supercupfinalist (3): 2012, 2013, 2019

## VIP-Fans
Während der russische Präsident Wladimir Putin und die ehemalige St. Petersburger Gouverneurin (zurzeit Vorsitzende des russischen Föderationsrats) Walentina Matwijenko eher inoffiziell als Fans von Zenit gelten, hat sich der ehemalige Ministerpräsident Dmitri Medwedew als Vorsitzender eines Moskauer VIP-Fanclubs offen zu seinem Heimatclub bekannt. Der russische Komponist Dmitri Schostakowitsch war sein Leben lang Fan des Vereins. Auch die Mitglieder der Band „Leningrad“ sind bekennende Anhänger des Fußballklubs. Mehrere Lieder wurden schon als Ehrerbietung an Zenit veröffentlicht.

## Zweite Mannschaft
Zenit St. Petersburg II ist ebenfalls eine Profimannschaft und spielt 2024 in der viertklassigen Perwenstwo PFL Division B.
In der Saison 2014/15 belegte Zenit St. Petersburg II den zweiten Tabellenplatz in der 2. Division, Staffel West und wurde dadurch in die 1. Division aufgenommen, weil Torpedo Moskau als Absteiger aus der Premjer-Liga sich freiwillig aus der 1. Division zurückzog.

## Bekannte ehemalige Spieler
| Russland - Alexander Anjukow - Andrei Arschawin - Dschamaldin Chodschanijasow - Igor Denissow - Sergei Dmitrijew - Wiktor Faisulin - Alexei Gassilin - Alexei Ionow - Artur Jussupow - Maxim Kanunnikow - Alexander Kerschakow - Alexander Kokorin - Juri Lodygin - Wjatscheslaw Malafejew - Pawel Mogilewez - Alexander Panow - Pawel Pogrebnjak - Dmitri Polos - Wladislaw Radimow - Alexander Rjasanzew - Pawel Sadyrin - Oleg Salenko - Oleg Schatow - Roman Schirokow - Igor Semschow - Konstantin Syrjanow - Waleri Broschin - Nikolai Larionow - Ansor Kawasaschwili - Jerwand Krbaschjan - Juri Morosow - Dmitri Radtschenko - Gennadi Timofejew | Sonstige ehemalige Sowjetunion - Roman Beresowski - Sargis Howsepjan - Ramil Şeydayev - Jewgeni Tarassow - Robertas Poškus - Serghei Cleșcenco - Alexandru Curtianu - Oleksandr Horschkow - Anatolij Tymoschtschuk - Sjarhej Karnilenka - Juryj Schaunou | Sonstiges Europa - Nicolas Lombaerts - Axel Witsel - Darko Maletić - Michael Lumb - Yohan Mollo - Sébastien Puygrenier - Domenico Criscito - Claudio Marchisio - Alessandro Rosina - Ivica Križanac - Luka Đorđević - Fernando Ricksen - Erik Hagen - Bruno Alves - Danny - Fernando Meira - Luís Neto - Branislav Ivanović - Vukašin Jovanović - Mateja Kežman - Aleksandar Luković - Danko Lazović - Milan Rodić - Kamil Čontofalský - Tomáš Hubočan - Róbert Mak - Martin Škrtel - Miha Mevlja - Javi García - Lukáš Hartig - Martin Horák - Marek Kincl - Pavel Mareš - Radek Šírl - Fatih Tekke - Szabolcs Huszti | Amerika - Cristian Ansaldi - Alejandro Domínguez - Sebastián Driussi - Ezequiel Garay - Matías Kranevitter - Emanuel Mammana - Leandro Paredes - Emiliano Rigoni - Giuliano - Hernani - Hulk - Maurício - Malcom - Christian Noboa - Salomón Rondón Asien - Sardar Azmoun - Kim Dong-jin - Lee Ho |

## Trainer
- 199000000:  Anatolij Konkow

seit 1991
| - 199100000: Juri Morosow - 1992–1994: Wjatscheslaw Melnikow - 1995–1996: Pawel Sadyrin - 1997–1998: Anatoli Byschowez - 1998–2000: Anatoli Dawydow - 2000–2002: Juri Morosow | - 200200000: Michail Birjukow - 200200000: Boris Rappoport - 2003–2006: Vlastimil Petržela - 200600000: Vladimír Borovička interim - 2006–2009: Dick Advocaat - 200900000: Anatoli Dawydow | - 2009–2014: Luciano Spalletti - 201400000: Sergei Semak interim - 2014–2016: André Villas-Boas - 2016–2017: Mircea Lucescu - 2017–2018: Roberto Mancini - 2018–0000: Sergei Semak |